# Garra phillipsi
Garra phillipsi är en fiskart som beskrevs av Deraniyagala, 1933. Garra phillipsi ingår i släktet Garra och familjen karpfiskar. IUCN kategoriserar arten globalt som otillräckligt studerad. Inga underarter finns listade i Catalogue of Life.